# 脊髄磁場計測装置
脊髄磁場計測装置(脊磁計・脊磁図)は脊髄の電気的な活動によって生じる磁場を高感度磁気センサを用いて計測、可視化する技術である。

## 概要
脊髄の障害の検査として、レントゲンやCT・MRIなどの画像検査が行われることがある。しかし、それらの画像検査での形態的な評価はできるが、機能的な評価とは必ずしも一致せず、その評価も必要である。従来より脊髄の活動を調べるために脊柱管内に電極を挿入し電気信号を取り出すという侵襲的な方法があったが、非侵襲的な検査が望まれていた。脊磁計が開発される以前から超伝導量子干渉素子(SQUID)を利用して脳の電気的活動により生じる磁場を計測する脳磁図が行われてきた。脊磁計は、脳磁図の技術を応用し脊髄の信号を無侵襲に計測する技術である。痛みや痺れや麻痺が生じる箇所に病気の原因があるとは限らないため、神経系の病気は原因がどこにあるのか非常に分かりにくく、そうした神経活動が伝達していない部位を特定するために脊磁計が開発された。
脊髄からの磁場は脳磁場のさらに10分の1ほどで地磁気の100億分の1程度の強度しかないため、検出には超伝導量子干渉素子(SQUID)を使用して検出した磁場データに、空間フィルター法と呼ばれる信号処理を行うことによって、脊髄の神経活動を画像情報として可視化する。 
リコー、東京医科歯科大学と金沢工業大学先端電子技術応用研究所、首都大学東京、横河電機の共同開発によって開発された。